# 蕭雍
蕭雍（1550年—？），字思賢，别号慕渠，直隸寧國府涇縣人，民籍，明朝政治人物。

## 生平
都御史萧彦之弟。幼志圣学，每从诸先儒语录殚精寻绎，视荣利若委尘。登萬曆七年（1579年）己卯科應天府鄉試第八十一名，萬曆十一年（1583年）癸未科會試第五名，登二甲第六十二名進士。都察院觀政，十三年授官工部主事，管南旺闸，十八年升员外、十九年升郎中。虽壮岁升华，常有归田之志。二十年出参议江西，二十一年转浙江副使提学，精心品鉴，不爽锱铢。尤敦文行，抑浮靡，士林称祭酒焉。次年致政归，久之荐起，二十七年補廣東副使，本年升河南左参政，累疏乞休，三十年准致仕歸，盖所称素无宦情者矣。

## 家族
曾祖蕭士貴，贈監察御史；祖父蕭瑞，曾任布政司右參議；父蕭儲，曾任累贈戶科都給事中。母董氏（封太孺人 贈孺人）。永感下。